# Rasalhague

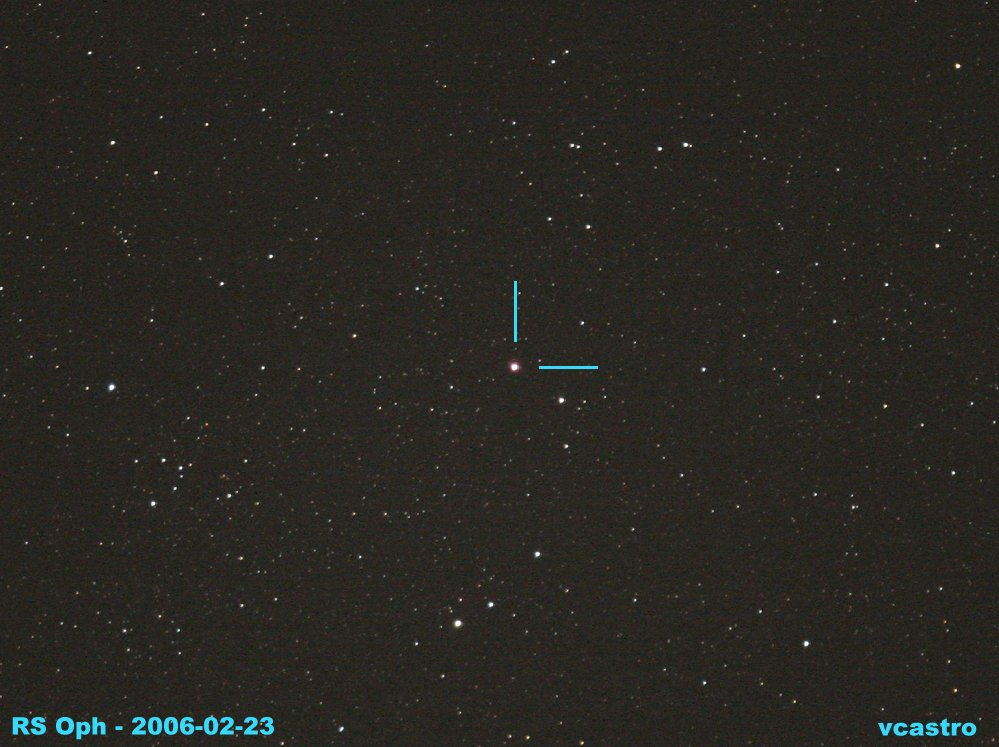
Ras Alhage

Rasalhague (Alfa del Serpentari / α Ophiuchi) és una estrella de magnitud aparent +2,08 i la més brillant de la constel·lació del Serpentari, el portador de la serp. Rasalhague està situada al cap, i de fet el seu nom prové de l'àrab Ra's al Hawwa, "el cap de l'encantador de serps".
Rasalhague és una estrella blanca de tipus espectral A5, una mica més brillant que el que correspon a la seva temperatura de 8500 K, per la qual cosa en comptes d'una estrella de la seqüència principal se la classifica com gegant. Relativament a prop de la Terra, a una distància de 46,7 anys llum, la lluminositat és 29 vegades major que la del Sol i la seva massa està compresa entre 2 i 4 masses solars.
D'altra banda, Rasalhague és una estrella binària; al costat de l'estrella principal hi ha una companya tènue molt propera, que orbita al voltant de l'estrella principal de cada 8,7 anys a una distància aproximada de 7 ua.